# NightmaRe
«NightmaRe» es una canción interpretada por la cantante japonesa SNoW, compuesta por ella en conjunto de Yamano Hideaki, y fue producida por Yasumitsu Shinto y Kenichi Fujita. Fue incluida originalmente en el primer álbum de estudio de la cantante, Hatsuyuki (2007), y fue lanzada en enero de 2006 como el cuarto sencillo del álbum.
Fue un éxito comercial en Japón, Estados Unidos aunque por debajo de Sakasama no Chō. La canción se hizo famosa por convertirse en el opening de la segunda temporada del anime Jigoku Shōjo. 

## Composisión

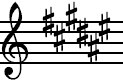
La canción está escrita en Fa Mayor Sostenido.

NigntmaRe es una canción con influencias de pop rock, synth pop y balada y presenta un ritmo palpitante. La intérprete la compuso junto a Yamano Hideaki, y la produjo el primero en compañía de Yasumitsu Shinto y Kenichi Fujita. De acuerdo con una partitura publicada en el sitio Musicnotes.com por Alfred Music Publishing, el tema tiene un tempo de 140 pulsaciones por minuto y está compuesto en la tonalidad de Fa sostenido mayor. El registro vocal de la artista se extiende una octava, desde la nota sol♯3 hasta la sol#4.

## Recepción
NightmaRe se convirtió en un éxito en Japón, pues logró el número 50 en la lista Oricon del 2006 y fue certificado con un disco de oro. A pesar de que no fue lanzada en los Estados Unidos, se las arregló para entrar en listas.

## Promoción
El sencillo se editó en forma de CD y descarga digital. La segunda canción del sencillo "Yes" es una canción navideña , una re-publicación de la canción lanzada en 2004 durante su etapa indie. Cuenta con el instrumental original como pista número 3, siendo en sí una rareza y ser el único instrumental original filtrado de la cantante.

### Vídeo musical
Hay dos versiones del vídeo, la versión oficial y la versión Jigoku Shōjo. El vídeo musical fue filmado en Japón bajo la dirección de Sony Music Japan. Ambas versiones muestran a SNoW con una estética steampunk y una persona disfrazada de conejo blanco mientras se presenta una historia basada en Las aventuras de Alicia en el país de las maravillas. La versión Jigoku Shōjo solo intercala escenas del anime.

## Lista de canciones
| N.º | Título                     | Escritor(es)         | Música                 | Duración |  |
| 1.  | «NightmaRe»                | Yamano Hideaki       | SNoW; Shindō Asanjou   | 3:51     |  |
| 2.  | «Yes»                      | SNoW; Yamano Hideaki | SNoW; Yasumitsu Shinto | 4:44     |  |
| 3.  | «NightmaRe (Instrumental)» |                      | SNoW; Shindō Asanjou   | 3:51     |  |

## Listas
| País  | Lista (2006) | Mejor posición |
| ----- | ------------ | -------------- |
| Japón | Oricon       | 50             |